# Patrick Jouin
Pour les articles homonymes, voir Jouin.

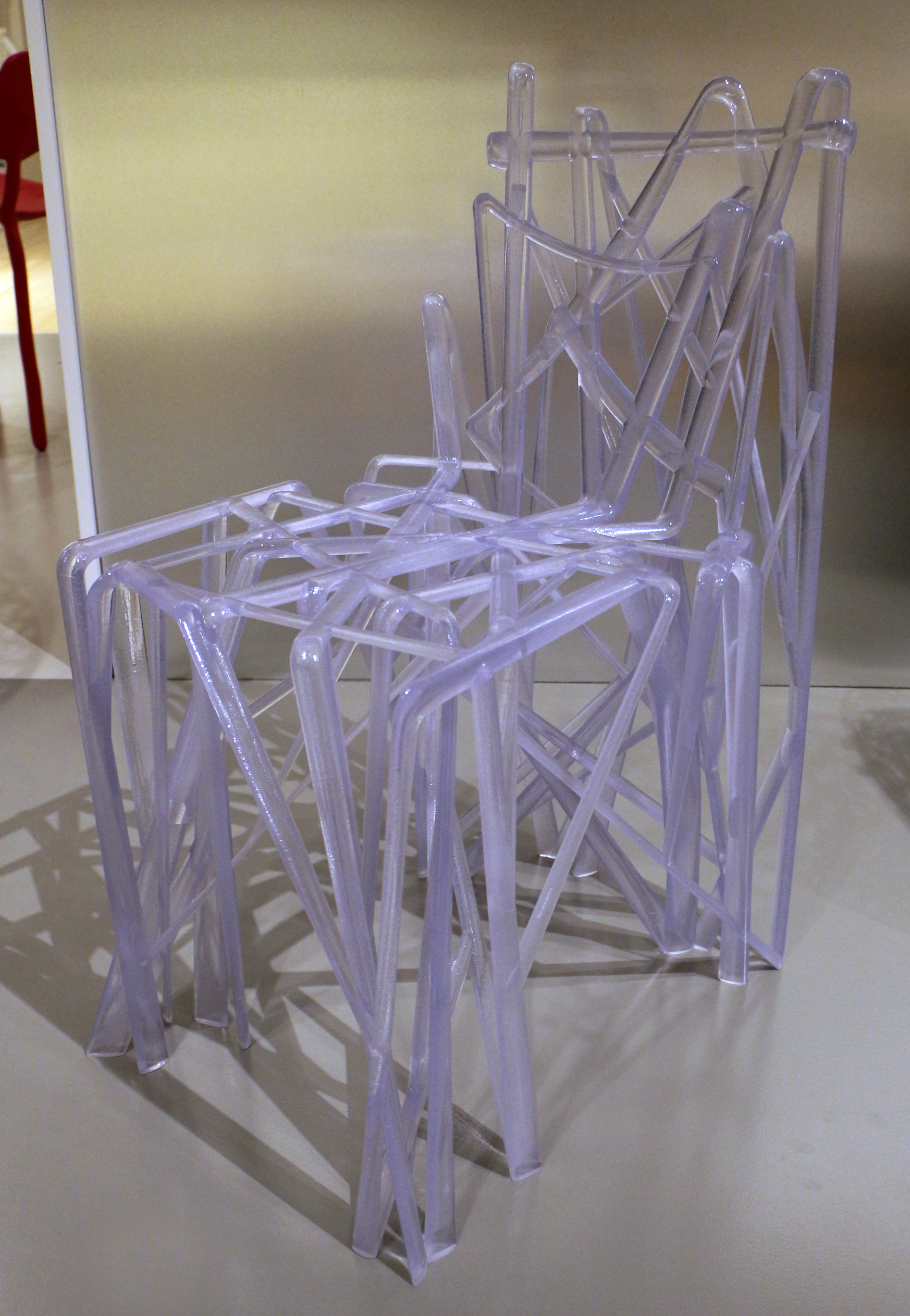
Solid C2 chaise, 2004

Patrick Jouin, né le 5 juin 1967 à Nantes (France), est un designer français.

## Biographie

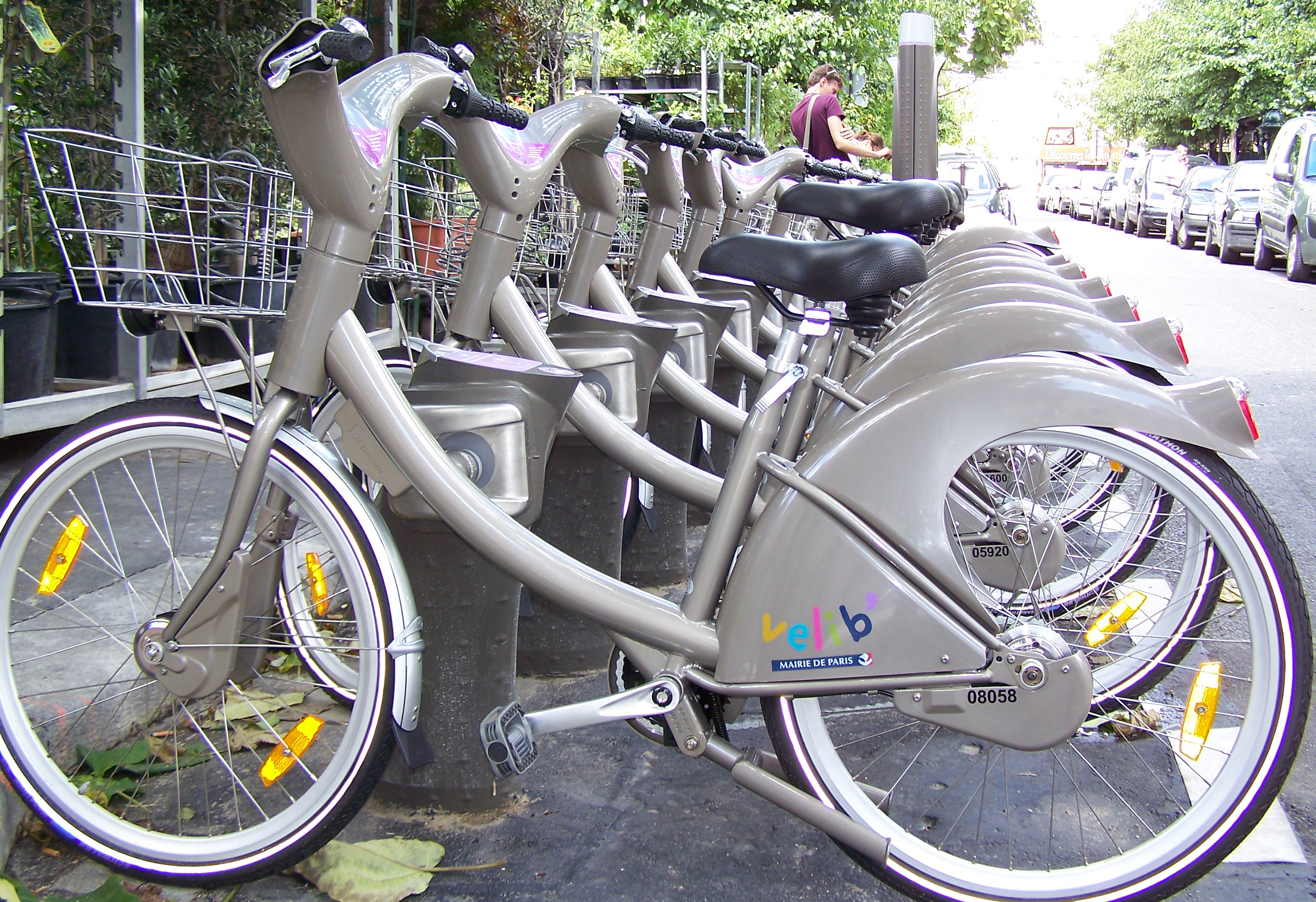
Vélib' parisien (dispositif de JCDecaux jusqu'en 2017)

### Formation et débuts
Après avoir obtenu son bac en 1986, Patrick Jouin poursuit des études de design à l'ENSCI de Paris dont il est diplômé en 1992. Il commence à travailler comme designer à la Compagnie des wagons-lits puis pour Thomson Multimédia avant de rejoindre l'agence de Philippe Starck un an plus tard.

### Carrière
En 1998, il fonde sa propre agence au sein de laquelle il réalise des projets de design d'objets, d'architecture intérieure et de scénographie. Il crée des objets et des meubles qui sont édités par Ligne Roset, Cassina, Fermob, Kartell ou Alessi. Il réalise également un prototype de recherche pour un véhicule d'entrée de gamme pour Renault.
En 1999, il rencontre Alain Ducasse avec lequel il collabore et réalise le design de plusieurs restaurants dans le monde, notamment le Plaza Athénée, le Spoon Byblos, Le Mix (New York, Las Vegas et s'est vu confier la décoration du Jules Verne au second étage de la Tour Eiffel.
Patrick Jouin intervient également dans des projets d’architecture intérieure avec son associé Sanjit Manku, au sein de l’agence Jouin Manku fondée en 2006.
En 2007, il conçoit le design des stations Vélib'.
Le parcours de Patrick Jouin, et de son agence de design, Patrick Jouin ID, a été consacré par une exposition monographique au Centre Pompidou en 2009 et honoré par le prix Compasso d’Oro pour la PastaPot en 2011.
Il conçoit le design du lumineux Gamma 7 de la société Gamma Solutions, destiné aux Taxis parisiens. Il supervise la rénovation de La Mamounia en 2023, avec Sanjit Manku.

## Son œuvre
Son style allie tradition et modernité.
Cette approche se retrouve dans ses réaménagements de lieux (Plaza Athénée, magasin Van Cleef & Arpels Place Vendôme, Auberge de l'Ill, La Mamounia). Patrick Jouin parvient à moderniser ses espaces (voire à leur apporter une touche de fantaisie) tout en préservant leur identité. Jouin attache une importance particulière à la lumière qu'il considère comme essentielle et qu'il met en œuvre pour magnifier les espaces. Son goût pour la lumière s'exprime également dans ses créations : du luminaire Ether (Murano Due) au dispositif lumineux NightCove (Zyken) en passant par la suspension Axi pour Italamp.
Plusieurs de ses créations sont entrées dans les collections permanentes de musées notamment la collection « Solid » au MOMA, qui en 2004 fut la première série de meubles échelle 1 réalisée grâce aux technologies de l’impression 3D.
« La technologie permet de fabriquer ce qui semblait hier impossible. Cela change beaucoup de choses pour les designers. » Il privilégie néanmoins une approche éclectique empreinte parfois de poésie (lampe Ether) et de jeu (cuillère Tarti'Nutella).
Les créations de Patrick Jouin font partie des collections du MoMA, du Mudam, du Centre Pompidou qui lui consacre l'exposition Patrick Jouin - La substance du design en 2009, du Centre national des arts plastiques (Cnap), du Cooper Hewitt - Smithsonian Design Museum, de l'Indianapolis Museum of Art, du Musée des Arts Décoratifs (MAD), du Musée des beaux-arts de Montréal, du Museum für Kunst und Gewerbe (MKG), du Saint Louis Art Museum, du Stedelijk Museum, du Vitra Design Museum, etc.
Il est missionné pour réaliser le design, au sein des gares du Grand Paris Express, des équipements mobiliers et des supports d'information voyageurs.

## Prix et récompenses
- 2011 : Compasso d'Oro, pour la casserole universelle Pasta Pot (2007), Alessi[7].
- 2011 : Prix de l’autonomie (APF) - Association des Paralysés de France (APF), pour le Sanitaire public à lavage automatique de la Ville de Paris (2009), JCDecaux[8].
- 2011 : Red Dot Design Awards, pour la Lampe Bloom (2010), MGX by Materialise[9].

## Décorations
- Officier de l'ordre des Arts et des Lettres Il est promu au grade d’officier le 23 mars 2017[10].
- Chevalier de la Légion d'honneur. Promu par décret le 31 décembre 2020[11].